# Bellavista (berg)
De Bellavista is een 3922 meter hoge berg op de grens van het Zwitserse kanton Graubünden en de Italiaanse provincie Sondrio. De berg maakt deel uit van het Berninamassief dat tot de Rätische Alpen behoort.
De berg ligt ten westen van de Piz Palù (3905 m) waarvan deze gescheiden is door het bergzadel Fuorcla Bellavista. Ten zuidwesten van de top ligt de Pass del Zupò (3840 m) die de grens vormt met de Piz Zupò (3996 m). De Bellavista is sterk vergletsjerd. Aan de noordzijde ligt de bekend Morteratschgletsjer aan de zuidzuide de Fellariagletsjer.
Uitgangspunt voor de beklimming van de berg vanaf de Zwitserse kant is de berghut Chamanna da Diavolezza die met een kabelbaan te bereiken is vanaf Bernina Suot aan de Berninapasweg.